# Бабенко, Алексей Алексеевич (шахтёр)
Алексе́й Алексе́евич Бабе́нко (1927—1995) — бригадир комплексной бригады шахты «Ягуновская» (Кемеровская область). Герой Социалистического Труда.

## Биография
Родился на территории современной Северо-Казахстанской области. Украинец.
Трудовую деятельность начал после окончания школы фабрично-заводского ученичества, некоторое время работал в строительных организациях Харькова, восстанавливая город после фашистской оккупации.
С 1946 года проживал в Кемерове, работал на шахтах «Пионер» и «Ягуновская». Освоив все основные шахтерские специальности, возглавил добычную бригаду. Под его руководством бригада неоднократно устанавливала производственные рекорды.
С 1977 года — на пенсии. Однако уже через год вновь пошёл работать на шахту, где ещё в течение 10 лет возглавлял бригаду слесарей.
Жил в Кемерове, умер в 1995 году.

## Награды
За выдающиеся успехи в развитии угледобычи в Кузбассе в 1966 году присвоено звание Героя Социалистического Труда. Он также являлся полным кавалером знака «Шахтёрская слава».

## Память
Имя Бабенко носит средняя общеобразовательная школа № 50 в Кемерове.